# 科曼多尔群岛海战
科曼多尔群岛海战（英語：Battle of the Komandorski Islands）是第二次世界大战中最不寻常的海战之一，1943年3月27日发生在苏联科曼多尔群岛附近的北太平洋海域。

## 背景
作为宏大的中途岛战役中的一个小篇章，日军于1942年6月入侵了阿留申群岛中的基斯卡岛，随后他们又攻占了位于基斯卡岛以东200英里，位于阿留申岛链末端的阿图岛。
这一系列行动开辟了太平洋战争的一个新战区：一个美日双方都不关心而且毫无在此战斗必要的地带，但如果从政治角度来考虑的话，美国无法容忍日本对其北美领土的侵略。
在攻占任务完成之后，日军将人员撤出了这两座岛屿以躲避严寒，而在冬季结束后他们却加强了对这两座岛屿的守备。可他们的目的却仅仅是防止美军由此对千岛群岛展开“蛙跳”攻击，而非将其作为由阿留申群岛向阿拉斯加大陆发起进攻的前哨与跳板。
补给困守孤岛彼此隔绝的岛屿守备队并非一桩易事，1943年2月18日重巡洋舰印第安纳波利斯号捕获并击沉了试图为阿图岛输送物资的无护卫货船赤金丸，日军随即决定加强他们的护航力量来确保下一次能够成功穿过阿留申群岛完成补给任务。因此尽管被护航的货船仅有3艘，几乎整个第5舰队都被编入了这支新的护航队当中，新编队囊括了两艘重巡洋舰，两艘轻巡洋舰与5艘驱逐舰。
比起1年前登陆爪哇岛时用两艘重巡洋舰，两艘轻巡洋舰与14艘驱逐舰护卫41艘运输船的配置，这支护航编队简直可以称得上奢侈。3月23日护航编队离开幌筵岛锚地并与先前派出的慢速运输船和驱逐舰队会合。
当美国情报机构侦测到日军将要对阿图岛派出更多运输船的动向后，美军决定在阿图岛以西建立1支由1艘重巡洋舰、1艘轻巡洋舰与4艘驱逐舰组成的搜索舰队，在世界上海况最为恶劣的地区毫无战果地游弋了9天后，搜索舰队决定回港。然而舰队指挥官麦克莫里斯少将却无视了此时摆在他桌上的最新情报：日军舰队即将出现在他的返航必经之路上，这条未能对核心信息进行解读的不完整情报使得麦克莫里斯少将的舰队被迫直面声势浩大的日军护航编队。

## 战斗准备
1943年3月26日的破晓时分，美军舰队正于国际日期变更线以东，阿图岛以西180英里，苏联的科曼多尔群岛以南100英里位置成6英里长索敌线向北偏东行进。美军舰队以驱逐舰柯格伦号为首舰，尔后依次为旗舰旧式里奇蒙號輕巡洋艦、贝利号驱逐舰与戴尔号、第二次萨沃岛海战中受损刚维修完毕的鹽湖城號重巡洋艦，最后则是莫納漢號驅逐艦。以麥克莫里斯少将自己的话来说，他正期待着一个“罗马假日”。
此时日军第五舰队指挥官细萱戊子郎中将正乘坐在他自1942年3月指挥爪哇岛海战时就一直作为旗舰的常胜战舰——那智号重巡洋舰上。编队中的另一艘摩耶号重巡洋舰则是在1943年2月27日加入了停泊在幌筵岛锚地的第五舰队。日军舰队由北向南依次为重巡洋舰那智号与摩耶号、多摩号轻巡洋舰以及几位第五舰队的常客：若叶号与初霜号驱逐舰、阿武隈号轻巡洋舰、雷号驱逐舰、浅香丸与崎户丸快速运输船，处在最后的则是驱逐舰电号。此刻她们正试图与慢速的运输船三兴丸以及为其护航的驱逐舰薄云号会合，然而细萱戊子郎中将并不知道这支迷你的护航编队因为恶劣的海况已无法准时抵达预定点。当电号驱逐舰的瞭望哨向他报告观测到舰尾左舷后方的桅杆时，细萱中将将其误认为了前来与编队会合的三兴丸和薄云号。按照原定计划，一旦会合完毕后，整个编队就将驶往等待物资的阿图岛。
眼尖的日军瞭望哨又一次抢先于美军雷达发现了敌舰，直到一个半小时后麦克莫里斯的旗舰里士满号才与驱逐舰柯格伦号各自在雷达上发现了位于美军索敌线以北的日军舰队。麦克莫里斯当即命令他分散的舰队向旗舰靠拢，与此同时那智号上的瞭望哨也已经通过绘有外国舰船特征的卡片证实了他们先前的观测。当时美军舰队正位于日军舰队东南20海里处与之呈近平行线航行。黎明下的较高的云层、平静的海况与微风等气象条件使得此刻的可见度极其之高。气温和水温均为小于或等于零度。了解对手的情报之后，细萱中将于8点30分开始布置他的舰队。阿武隈号、若叶号、初霜号、雷号成纵队转向右侧，过了两分钟，那智号、摩耶号与多摩号也转向紧随其后。两艘运输船则由电号伴随向西北方向行进，细萱戊子郎将舰队分为西北—东南向的两列平行纵队来迎击美军。此时那智号弹射了一架水上侦察机来进行炮弹落点观瞄。

## 战斗过程
就在日军严阵以待的同时，麦克莫里斯少将却鲁莽地低估了对手的规模。起初他信誓旦旦地认为对手是一支缺乏护航舰艇的日军运输船队，然而当接连两根属于重巡洋舰的桅杆出现在海平面上时，他意识到自己在舰艇数量与火力上都已处于下风。即便如此，他依然选择向日军舰队前进。此刻正处于优势的细萱戊子郎则继续有条不紊地布置他的舰队，他指示阿武隈号与各驱逐舰去掩护运输船队，并要求第二纵队进入美军舰队与阿拉斯加之间的战斗位置。
到了8点40分，美军舰队也全部结成了战斗队形：一列以贝利号为首舰，其后依次为柯格伦号、里士满号、盐湖城号、戴尔号与莫纳汉号的单纵队。与此同时，摩耶号与那智号先后在20,000码处开火，摩耶号更是在第二次齐射就对里士满号形成了跨射，但日军两艘重巡洋舰随即将目标变更为盐湖城号并向其开火。2分钟后盐湖城号开始回击日军，美方自称盐湖城号的第三次与第四次齐射对那智号造成了猝不及防的打击，但摩耶号上的爆炸则更被双方所公认。据摩耶号的日志记载，一轮齐射引燃了舰上的一号水上侦察机，损管队员将飞机抛入海中从而迅速地控制了火势。8点44分，随着双方距离不断缩短，那智号发射了八枚鱼雷，差一点就对美军造成严重打击：里士满号的瞭望哨观察到一枚鱼雷从船头下方擦过，而另一枚鱼雷则在从贝利号右舷旁划过水面。当时并没有多少人在意这些关于鱼雷的报告，因为美军对九三式魚雷的性能与射程尚一无所知。
8点45分，随着双方愈加接近，麦克莫里斯最终决定改变航向，他将全队航速提高至28节并要求各舰向返港方向撤退。8点50分，正当美军舰队重新结成向西南方向航行的纵队时，不断用尾炮塔向那智号开火的盐湖城号在第六次齐射时命中了大约16,000码外的那智号，一枚8吋炮弹的弹片落入罗经舰桥造成11人死亡，21人受伤并切断了火控电路。另一块弹片则破坏了主桅的一根支柱。2分钟后，第三块8吋炮弹弹片击中了那智号的舰尾机库甲板，造成甲板下方鱼雷舱内的2人死亡，5人受伤。损管部门为了控制受影响的发电机而将锅炉蒸汽压调低，这个错误使得那智号依靠电力驱动的主炮塔丧失全部动力，炮架也被卡死在最高位置不能移动。这次命中使得那智号在供电完全恢复前的半小时中都无法参加战斗。
当那智号试图恢复战力时，细萱戊子郎将他的巡洋舰队向西南转向追击美军。几分钟前，轻巡洋舰与驱逐舰群就已经脱队向西南行进。从战略上考量，此刻他的舰队正处在麦克莫里斯与基地之间，保护运输船队的轻巡洋舰与驱逐舰必须向右舷转向才能与重巡洋舰一同会合向舰尾左舷方向追逐美军。但从战术上考虑，日军此刻正处于极其有利的顺风位上，咬尾追击只会使日军花费更长的时间来追上美军。细萱中将的重巡洋舰不得不转向才能使得舷炮得以齐射（10门8吋主炮中只有4门能向舰首射击），而这样的策略会使得舰队高速航行所带来的优势损失殆尽。
双方的距离随着日军舰队的转向而稍稍拉开。摩耶号再次将全部火力对准盐湖城号，日军的射击固然精准，但盐湖城号舰长罗杰斯成功地规避了摩耶号的数次尝试，直到9点10分一枚8吋炮弹弹片击中了位于舰中部弹射器右侧的水上侦察机。有2人因此死亡，而损管队通过将飞机抛弃快速地扑灭了大火。
9点20分，又一轮来自摩耶号的齐射击中了盐湖城号的上层后甲板，但这并没有使盐湖城号的战力下降多少。此时美军舰队已渐渐向西转向，随后又改为向西北偏西航行。9点21分起，日军停止了一切射击，然而仅过了9分钟（即9点30分），随着那智号的重新开火，细萱戊子郎的舰队开始了新一轮的射击并转向正西。9点45分，多摩号在18,000码处击中了盐湖城号的右后方。罗杰斯命令盐湖城号脱离纵队并用几轮齐射迫使追击的多摩号转向360°。与此同时，阿武隈号与三艘驱逐舰继续咬住美军舰队的右后方追击，尽管双方仍处于彼此射程之外，但相隔的间距变得越来越小。
9点52分，在自身齐射带来的震荡波与无数次近失弹的作用下，盐湖城号的转向装置失灵。损管部门很快恢复了对转向装置的控制，尽管问题只是暂时地解决。9点53分，阿武隈号的逼近引起了里士满号的注意，但或许是出于对保护运输队这一主要任务的顾忌，阿武隈号并没有再向前突进，而是选择向北转向以脱离里士满号的射程。
10点02分，之前暴露的问题再次出现，盐湖城号的转向装置完全失灵，这使得它每次只能转向10°，极大地削弱了她的避弹能力。这样的窘境令盐湖城号很快遭受了打击：10点10分，盐湖城号被22000码外的日军击中；所幸的是这枚炮弹击穿主甲板後没有爆炸，从水线以下穿出，然而这枚哑弹依然造成了引擎舱的进水。10点18分，麦克莫里斯命令驱逐舰上前施放烟幕，以掩护饱受进水与转向装置困扰的盐湖城号。在当时近乎无风的气象条件下，黑烟使得美军得到了一时喘息之机。
10点28分，盐湖城号转向至240°，里士满号紧跟在3,000码后，驱逐舰队则依然保持在原位置用她们的烟囱与发生器制造烟幕。当美军舰队以30节速度向西北偏西撤退时，日军舰队紧随其后。截至此时，细萱戊子郎中将的指挥可以说是完美的。他抢占上风粉碎了麦克莫里斯最初富有侵略性的攻击并利用远射重伤了美军的主要战舰。在掌握了速度，资材与阵位的优势后，是时间用近距离的炮战解决战斗了。然而细萱戊子郎却用舷炮齐射的策略取代了先前以之字形航线接近美军的战术。整整45分钟内日军因为烟幕而毫无斩获，但那智号弹射的那架观瞄水上侦察机并没有因此受到太大影响。11点整，麦克莫里斯命令舰队向正南航行，日军却在继续向西30分钟后才迟迟对美军的转向作出回应。细萱戊子郎的后知后觉令麦克莫里斯得以有机会跳出日军苦心布下的陷阱。11点03分，阿武隈号的第四次和最后一次射击命中了盐湖城号从而引起了引擎舱与陀螺仪室的大面积进水，盐湖城号发生5°侧倾但仍以全速航行。
在美军转向后不久，日军就开始用鱼雷攻擊：11点05分，摩耶号发射八枚鱼雷；11时07分，那智号发射四枚鱼雷；11点15分，阿武隈号发射四枚鱼雷，这十六枚鱼雷可能全部从美军舰队后方偏出。双方的巡洋舰开始了无谓的对射。11点25分，盐湖城号后锅炉熄火，航速降低至20节。麦克莫里斯起初命令驱逐舰脱队，向日军发动鱼雷攻擊尔后迅速归队，但在11点38分盐湖城号航速恢复后，他取消了这一命令。而为了閃避鱼雷攻擊，日军在此期间仅拉近了3,000码距离。
11点48分，那智号射出的一枚5吋炮弹击中了盐湖城号1号炮塔前的右舷。这轮攻击令1号炮塔锁死并导致1人死亡，1人受伤。11点49分，日本的驱逐舰队开始加入战斗，若叶号向美军驱逐舰发射五枚鱼雷，11点53分，初霜号发射六枚鱼雷。与此同时，战斗正将美军推向崩溃的边缘。11点50分，工程师试图向盐湖城号注水以恢复平衡，却意外将海水灌入燃料舱，使得燃烧室停止了工作。11点54分，锅炉完全熄火。日军重巡洋舰正在19,000码处稳定开火並持续逼近，轻巡洋舰则在东北方向的稍远处向美军追来。尽管盐湖城号还隐藏在尚未消散的烟幕中，但保全盐湖城号已希望渺茫。麦克莫里斯立刻下令驱逐舰队展开鱼雷攻擊。11点59分，贝利号，柯格伦号与莫纳汉号掉头向西北方向航行至距离日军17,000码处，而戴尔号负责继续施放烟幕。里士满号则向盐湖城号靠拢，以在发生意外时接载逃生的船员。但罗杰斯并不打算放弃他的战舰，损管部门终于在12点整成功重启了锅炉，盐湖城号的航速勉强恢复至8节。
当美军驱逐舰向西北航行时，柯格伦号上的5吋主炮开始向摩耶号射击，而另外两艘驱逐舰则将目标对准了那智号。细萱戊子郎立刻命令各舰将目标改为眼前的这些威胁，很快弱小的贝利号就中弹受创。12点整，1枚8吋炮弹击中右舷侧厨房门造成5人死亡。两分钟后，贝利号前锅炉与前引擎舱相继中弹，1号锅炉与2号锅炉失去动力。一枚近失弹的破片造成柯格伦号4人受伤并损毁了舰上的雷达。那智号则被柯格伦号的第五轮炮击命中右舷信号室。12点03分，贝利号在10,000码处发射五枚鱼雷尔后转向。这五枚鱼雷使另两艘驱逐舰得以更加接近日军舰队，但柯格伦号与莫纳汉号并没有发射鱼雷而是紧跟贝利号完成了转向。正在驱逐舰进行魚雷攻擊时，盐湖城号重启了她的锅炉。12点03分，细萱戊子郎下令向西转向。12点04分日军停止射击，12点12分美军停止射击。双方各自掉头返回本方港口。

## 時間軸
- 06:00：美舰形成一条侦察线，间隔六英里，作之字形航行，航速15节，航向020度。
- 07:30：科格伦号和里士满号的雷达发现日军队尾的两艘运输船和一艘驱逐舰正在080度航向以13节航速航行。几分钟后一个运输船的导航军官目视观察到美舰。
- 07:40：美军转向到080度，队尾船只加速使编队变密，雷达发现五个目标。
- 07:55：日军转向到340度，美军跟进转向000度。
- 08:11：美军肉眼确定雷达接触两艘运输船，两艘轻巡洋舰和一艘驱逐舰。
- 08:20：美军发现地平线上出现的日军船只桅杆。
- 08:35：美军判定桅杆属于两艘重巡洋舰和两艘驱逐舰，转向到240度。
- 08:38：日军运输船航向转向西北。
- 08:39：美舰加速到25节。
- 08:40：那智号在20000码距离上向里士满号开火，第二和第三次齐射形成跨射。
- 08:41：里士满号向那智号开火，在第三次齐射时形成跨射。
- 08:42：盐湖城号在21000码距离上向那智号开火，在第二次齐射时形成跨射。

随着距离缩短，贝利号在14000码距离上向那智号开火，随后将目标转移到一艘轻巡洋舰。科格伦号在18000码距离上向那智号开火。
- 08:45：那智号发射八枚鱼雷，全部未中。
- 08:50：里士满号的一发6英寸炮弹击中那智号信号舰桥右舷使11人死亡，21人受伤，另一发炮弹击中主桅，切断了旗舰无线电通信。
- 08:52：里士满号的一发6英寸炮弹击中那智号鱼雷舱，另一发击中那智号控制舱，使2人死亡，5人受伤，那智号弹药升降机和炮架失去电力而落后。
- 09:03：里士满号停止射击，盐湖城号尾炮塔继续射击。
- 09:10：盐湖城号被摩耶号发射的一枚8英寸炮弹击中，右舷侦察机因起火被抛弃。
- 09:20：盐湖城号被摩耶号发射的一枚8英寸炮弹击中，2人阵亡。
- 10:10：盐湖城号被摩耶号发射的一枚8英寸炮弹击中。
- 10:59：盐湖城号被摩耶号发射的一枚8英寸炮弹击中。
- 11:03：盐湖城号被摩耶号发射的一枚8英寸炮弹击中，盐湖城号注水纠正侧倾。
- 11:52：盐湖城号被摩耶号发射的一枚8英寸炮弹击中。
- 11:53：海水进入正在使用的燃料箱使盐湖城号的锅炉熄火。。
- 11:54：盐湖城号减速并停了下来，贝利号、科格伦号和莫纳汉号驶近日军巡洋舰，准备进行鱼雷攻击。里士满号和戴尔号施放烟幕掩护盐湖城号。
- 12:03：盐湖城号重新启动锅炉，航速提高到15节。
- 12:13：盐湖城号的航速提高到22节。
- 12:25：贝利号在9500码距离上发射五枚鱼雷，均未击中。贝利号被2发8英寸炮弹击中，5人死亡。科格伦号被击中一次。
- 12:30：日舰向西撤离，科格伦号和莫纳汉号均未发射鱼雷。

盐湖城号共发射了806发穿甲弹，在穿甲弹耗尽后又发射了26发高爆弹，炮弹和发射药被搬到后弹药库以保持后方火炮开火。盐湖城号的止舵器被移除，将偏航控制在10度。

## 战斗序列
美国海军
- 指挥官：查尔斯·麦卡莫里斯海军少将

- 盐湖城号重巡洋舰
- 里士满号轻巡洋舰（旗舰）
- 贝利号驱逐舰
- 科格伦号驱逐舰
- 戴尔号驱逐舰
- 莫纳汉号驱逐舰

日本海军
- 指挥官：细萱戊子郎中将

- 那智号重巡洋舰（旗舰）
- 摩耶号重巡洋舰
- 多摩号轻巡洋舰
- 阿武隈号轻巡洋舰
- 若叶号驱逐舰
- 初霜号驱逐舰
- 雷号驱逐舰
- 电号驱逐舰
- 运输船：浅香丸、崎户丸、三兴丸